# Дуб черешчатий (200 м на схід від мисливської бази)
Дуб черешчатий — ботанічна пам'ятка природи місцевого значення. Об'єкт розташований на території Голопристанського району Херсонської області, квартал 5 виділ 13 Рибальчанського лісництво ДП «Збур'ївське ЛМГ», з лівої сторони шляху Виноградне-Геройське, 200 м на схід від мисливської бази.
Площа — 0 га, статус отриманий у 1983 році.